# 郭步岳
郭步岳（1911年3月12日—2000年7月28日），男，陕西子洲人，中华人民共和国政治人物，曾任北京市人民检察院检察长，北京市高级人民法院院长，北京市政协副主席。